# إنريكا كلاي ديلون
إنريكا كلاي ديلون (بالإنجليزية: Enrica Clay Dillon)‏ هي مغنية ومغنية أوبرا أمريكية، ولدت في 1881، وتوفيت في 9 أكتوبر 1946.